# Bařička přímořská
Bařička přímořská (Triglochin maritima) je druh jednoděložné rostliny z čeledi bařičkovité (Juncaginaceae).

## Popis
Jedná se o cca 5–60 cm vysokou vytrvalou rostlinu s celkem silným oddenkem bez výběžků. Listy jsou jednoduché, přisedlé, nahloučené na bázi v přízemní růžici, s listovými pochvami. Čepele jsou celistvé, čárkovité, dlouhé a jen asi 4 mm široké. Je to jednodomá rostlina s oboupohlavními květy. Květy jsou v květenství, v hroznu až klasu, který obsahuje většinou více než 50 květů. Okvětí není rozlišeno na kalich a korunu, skládá se ze 6 okvětních lístků v 2 přeslenech, okvětní lístky brzy opadávají, jsou zelenavé s červenou špičkou. Tyčinek je nejčastěji 6, prašníky jsou skoro přisedlé. Gyneceum je složené ze 6 plodolistů. Semeník je svrchní. Plodem je šestipouzdrá vejcovitá nažka.

## Rozšíření ve světě
Bařička přímořská se přirozeně vyskytuje v Evropě (častěji v severní) a Asii s přesahem do Severní Afriky, v Grónsku, Severní Americe, Mexiku a Jižní Americe. Jelikož se jedná o halofyt, je častější při mořském pobřeží, ale roste i na vnitrozemských slaniskách.

## Rozšíření v Česku
V ČR je to extrémně vzácný a kriticky ohrožený (C1) druh. Jako halofyt v minulosti rostla na slaniscích, slatinách a černavách v suchých a teplých oblastech severozápadních Čech a jižní Moravy. Díky silné devastaci těchto společenstev ve 20. století začala ustupovat a v 50. letech 20. století v ČR zcela vyhynula. V Čechách byla naposledy sbírána u Velvar v roce 1954, na Moravě u Starovic v roce 1959. Od té doby po rok 2000 byla považována v ČR za vyhynulý druh. V roce 2000 byli nalezeni 3 jedinci v NPR Slanisko u Nesytu při rybníku Nesyt u Sedlece na Mikulovsku. Možná se však jedná o tajnou reintrodukci nebo v rezervaci skrytě přežívala a unikala pozornosti botaniků. V současnosti se jedná o jedinou lokalitu v ČR. Běžná je dodnes u blízkého Neziderského jezera.

## Využití
Jako zelenina jsou sbírány mladé listy slané chuti, které se připravují jako špenát. Jedlé jsou i plody, zvláště opečené. Dříve se rostlina používala k výrobě potaše.